# Liste der denkmalgeschützten Objekte in Oponice
Die Liste der denkmalgeschützten Objekte in Oponice enthält die 17 nach slowakischen Denkmalschutzvorschriften geschützten Objekte in der Gemeinde Oponice im Okres Topoľčany.

## Denkmäler
| Foto |                 | Denkmal / č. ÚZPF                                | Standort / Konskr. Nr.                   | Offizielle Beschreibung         | Beschreibung       | Metadaten                                                                   |
| ---- | --------------- | ------------------------------------------------ | ---------------------------------------- | ------------------------------- | ------------------ | --------------------------------------------------------------------------- |
| ja   | Datei hochladen | Zufluchtsturm(sk) ObjektID: 406-216/1            | Standort KG: Oponice Konskr.Nr.:         | hradné jadro;Oponický hrad      | Kernburg           | č. NKP: 406-216/1 Stand des NKP: 2012-02-08 Name: VEŽA ÚTOČIŠTNÁ            |
| ja   | Datei hochladen | Burgmauer(sk) ObjektID: 406-216/2                | Standort KG: Oponice Konskr.Nr.:         | hradné jadro;                   | Kernburg           | č. NKP: 406-216/2 Stand des NKP: 2012-02-08 Name: MÚR HRADBOVÝ I.           |
| ja   | Datei hochladen | südwestlicher Palast(sk) ObjektID: 406-216/3     | Standort KG: Oponice Konskr.Nr.:         | hradné jadro;                   | Kernburg           | č. NKP: 406-216/3 Stand des NKP: 2012-02-08 Name: PALÁC JUHOZÁPADNÝ I.      |
| BW   | Datei hochladen | nordöstlicher Palast II(sk) ObjektID: 406-216/4  | Standort KG: Oponice Konskr.Nr.:         | hradné jadro;                   | Kernburg           | č. NKP: 406-216/4 Stand des NKP: 2012-02-08 Name: PALÁC SEVEROVÝCHODNÝ lI.  |
| BW   | Datei hochladen | Burgmauer(sk) ObjektID: 406-216/5                | Standort KG: Oponice Konskr.Nr.:         | predhradie;                     | Vorwerk            | č. NKP: 406-216/5 Stand des NKP: 2012-02-08 Name: MÚR HRADBOVÝ II.          |
| BW   | Datei hochladen | nordöstlicher Palast III(sk) ObjektID: 406-216/6 | Standort KG: Oponice Konskr.Nr.:         | predhradie;                     | Vorwerk            | č. NKP: 406-216/6 Stand des NKP: 2012-02-08 Name: PALÁC SEVEROVÝCHODNÝ III. |
| BW   | Datei hochladen | Wirtschaftsgebäude(sk) ObjektID: 406-216/7       | Standort KG: Oponice Konskr.Nr.:         | predhradie;                     | Vorwerk            | č. NKP: 406-216/7 Stand des NKP: 2012-02-08 Name: STAVBA HOSPODÁRSKA        |
| BW   | Datei hochladen | südwestlicher Palast IV(sk) ObjektID: 406-216/8  | Standort KG: Oponice Konskr.Nr.:         | predhradie;                     | Vorwerk            | č. NKP: 406-216/8 Stand des NKP: 2012-02-08 Name: PALÁC JUHOZÁPADNÝ IV.     |
| BW   | Datei hochladen | Kanonenturm(sk) ObjektID: 406-216/9              | Standort KG: Oponice Konskr.Nr.:         | predhradie;Tereš                | Vorwerk            | č. NKP: 406-216/9 Stand des NKP: 2012-02-08 Name: BAŠTA DELOVÁ              |
| BW   | Datei hochladen | Vorhof(sk) ObjektID: 406-216/10                  | Standort KG: Oponice Konskr.Nr.:         | predhradie;priechodové nádvorie | Vorwerk            | č. NKP: 406-216/10 Stand des NKP: 2012-02-08 Name: NÁDVORIE HRADNÉ          |
| ja   | Datei hochladen | Burggraben I(sk) ObjektID: 406-216/11            | Standort KG: Oponice Konskr.Nr.:         | predhradie;                     | Vorwerk            | č. NKP: 406-216/11 Stand des NKP: 2012-02-08 Name: PRIEKOPA HRADNÁ I.       |
| BW   | Datei hochladen | Bastion(sk) ObjektID: 406-216/12                 | Standort KG: Oponice Konskr.Nr.:         | predhradie;                     | Vorwerk            | č. NKP: 406-216/12 Stand des NKP: 2012-02-08 Name: BASTIÓN                  |
| BW   | Datei hochladen | Burggraben II(sk) ObjektID: 406-216/13           | Standort KG: Oponice Konskr.Nr.:         | predhradie;                     | Vorwerk            | č. NKP: 406-216/13 Stand des NKP: 2012-02-08 Name: PRIEKOPA HRADNÁ II.      |
| BW   | Datei hochladen | Wand (Mauer)(sk) ObjektID: 406-216/14            | Standort KG: Oponice Konskr.Nr.:         | predhradie;                     | Vorwerk            | č. NKP: 406-216/14 Stand des NKP: 2012-02-08 Name: VAL                      |
| ja   | Datei hochladen | Schloss(sk) ObjektID: 406-218/0                  | 133 Standort KG: Oponice Konskr.Nr.: 133 | solitér;Apponyiovské múzeum     | useum Apponyi      | č. NKP: 406-218/0 Stand des NKP: 2012-02-08 Name: KAŠTIEĽ                   |
| ja   | Datei hochladen | Schloss(sk) ObjektID: 406-217/1                  | 271 Standort KG: Oponice Konskr.Nr.: 271 | solitér;Apponyiovský kaštieľ    | Herrenhaus Apponyi | č. NKP: 406-217/1 Stand des NKP: 2012-02-08 Name: KAŠTIEĽ                   |
| ja   | Datei hochladen | Park(sk) ObjektID: 406-217/2                     | Standort KG: Oponice Konskr.Nr.:         |                                 |                    | č. NKP: 406-217/2 Stand des NKP: 2012-02-08 Name: PARK                      |

## Legende
Die Tabelle enthält im Einzelnen folgende Informationen:
| Foto:                    | Fotografie des Denkmals. |
| Denkmal / č. ÚZPF:       | Die Übersetzung der Bezeichnung des Denkmals, wie sie vom Slowakischen Denkmalamt (Pamiatkový úrad Slovenskej republiky) verwendet wird. Die Originalbezeichnung ist unter dem Fragezeichen angegeben. Fehlt die Übersetzung, so wird die Originalbezeichnung direkt angezeigt. Weiters ist die Objekt-Identifikationsnummer (Objekt ID) angeführt. Sie ist die offizielle, in der Slowakei eindeutige Nummer č. ÚZPF inklusive der zugehörigen Zählnummer, wie sie in den Daten des Denkmalamtes angegeben wird. Da diese nur innerhalb eines Landkreises gezählt wird, ist dessen Nummer der Denkmalnummer vorangestellt. |
| Standort:                | Wenn in der Liste vorhanden, ist die Adresse angegeben. In Klammern kann sich noch eine zusätzliche Adresse befinden, wenn es beispielsweise ein Eckhaus ist. Bei freistehenden Objekten ohne Adresse (zum Beispiel bei Bildstöcken) ist eine Adresse angegeben, die in der Nähe des Objekts liegt. Durch Aufruf des Links Standort wird die Lage des Denkmals in verschiedenen Kartenprojekten angezeigt. Darunter sind die Katastralgemeinde (KG) und, wenn vorhanden, die Konskriptionsnummer (Konskr. Nr.) angegeben.                                                                                                   |
| Offizielle Beschreibung: | Es ist die Kurzbeschreibung auf Slowakisch, wie sie in den offiziellen Listen angegeben ist, eingetragen. |
| Beschreibung:            | Kurze Angaben zum Denkmal auf Deutsch. |
| Metadaten:               | Zusätzlich werden, wenn in den persönlichen Einstellungen das Helferlein Dauerhaftes Einblenden von Metadaten aktiviert ist, ebensolche angezeigt. |

- Karte mit allen Koordinaten:
- OSM |
- WikiMap